# 西黑文 (康涅狄格州)
西黑文（英語：West Haven），旧译“西海汶”，是美國康涅狄格州纽黑文县的一個城市，南臨長島海灣。面積28.5平方公里。根據美國2000年人口普查，人口52,360人。
當地在1648年始有人居住，1921年設鎮，1961年設市。纽黑文大學位於此地。